# Karl Emanuel von Savoyen-Carignan

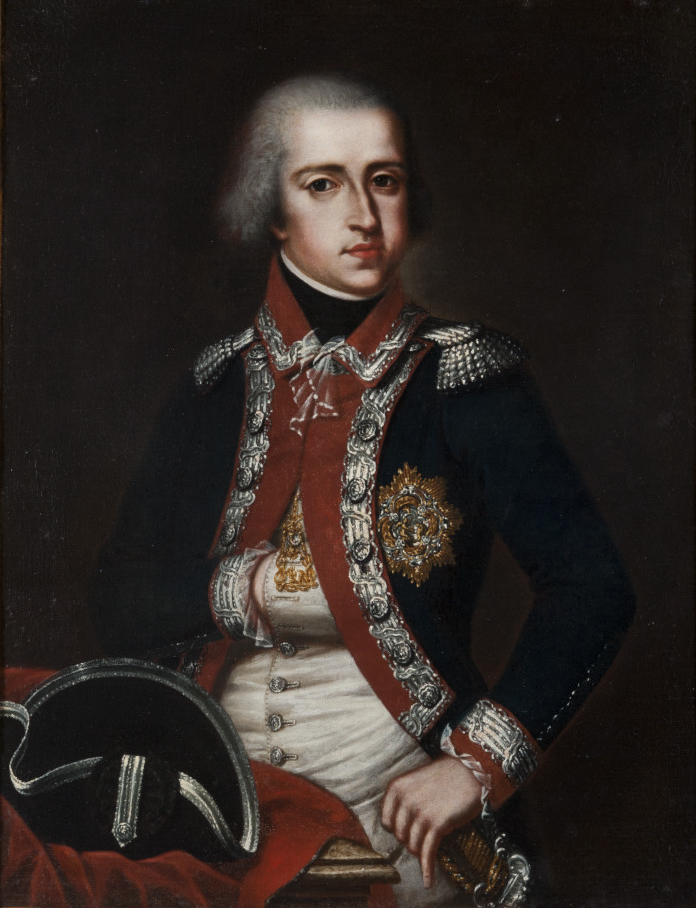
Karl Emanuel von Savoyen-Carignan

Karl Emanuel von Savoyen-Carignan, italienisch Carlo Emanuele Ferdinando Giuseppe Luigi Maria di Savoia-Carignano (* 24. Oktober 1770 in Racconigi; † 16. August 1800 in Paris) war ein Fürst von Carignan aus dem Hause Savoyen.

## Leben
Karl Emanuel von Savoyen-Carignan wurde als Sohn von Viktor Amadeus II. (1743–1780), Prinz von Carignano und seiner Frau Marie Joséphine von Lothringen (1753–1797) geboren. Er war damit ein Nachkomme von Thomas Franz von Savoyen (1596–1656), dem Stammvater der Linie Savoyen-Carignan.
Am 24. Oktober 1797 heiratete er in Augsburg Maria Christina von Sachsen (1779–1851), die Tochter des sächsischen Herzogs Karl von Sachsen (1733–1796), seineszeichen ein Sohn des sächsischen Kurfürsten August III. Bereits zwei Tage später brach das junge Paar allerdings nach Turin auf, wo sie am 20. November 1797 eintrafen und wohnten zunächst im Castello di Racconigi, dem Residenzschloss der Fürsten von Carignan.
Karl Emanuel hatte im Ersten Koalitionskrieg zunächst gegen die Franzosen gekämpft. Aber bereits im Jahre 1798 zwangen ihn die französischen Besatzer seine Herrschaft aufzugeben, und in der Folgezeit schloss er sich ihnen unter Aufgabe seiner Rechte am Thron an. Bald wurden er und seine Familie von französischen Dragonern nach Frankreich gebracht. In Paris lebte die kleine Familie in der Rue du Mail in Chaillot, streng bewacht von der französischen Polizei, wo Karl Emanuel aber bald starb.
Er wurde in der Basilika von Superga unweit Turins beigesetzt. Aus der kurzen Ehe mit Maria Christina von Sachsen gingen zwei Kinder hervor. Seine Kinder wurden auf Grund der verwandtschaftlichen Beziehungen zum Teil in Dresden erzogen. Allerdings verehelichte sich Maria Christina im Jahre 1810 mit dem französischen Fürsten Jules Maximilien Thibault de Montléart (1787–1865), aus deren Beziehung weitere Nachkommen hervorgingen.

## Nachkommen
- Karl Albert (1798–1849), König von Sardinien-Piemont und Herzog von Savoyen

⚭ 1817 Erzherzogin Maria Theresia von Österreich-Toskana (1801–1855)
- Maria Elisabeth (1800–1856)

⚭ 1820 Erzherzog Rainer Joseph von Österreich (1783–1853), Vizekönig von Lombardo-Venetien

## Ehrungen
- Annunziaten-Orden